# 마마 (드라마)
《마마》는 2014년 8월 2일부터 2014년 10월 19일까지 MBC에서 방영된 주말 특별기획 드라마이다.

## 줄거리
한승희는 시한부 선고를 받고 세상에 홀로 남겨질 아들에게 가족을 만들어주기 위해 옛 남자의 아내와 역설적인 우정을 나누는 이야기다.

## 등장 인물

### 주요 인물
- 송윤아 : 한승희(스텔라 한) 역 - 캐나다의 유명 민화작가
- 홍종현 : 구지섭 역 - 사진작가
- 정준호 : 문태주 역 - 과거 한승희의 연인, 현재 서지은의 남편, 패션회사 마케팅팀 부장
- 문정희 : 서지은 역 - 문태주의 아내

### 한승희의 주변 인물
- 윤찬영 : 한그루 역 - 한승희와 문태주의 아들

### 구지섭의 주변 인물
- 이희도 : 구 사장 역 - 구지섭의 아버지

### 문태주와 서지은의 주변 인물
- 조민아 : 문보나 역 - 문태주와 서지은의 딸
- 정재순 : 박남순 역 - 문태주의 어머니
- 김현균 : 문태훈 역 - 문태주의 동생
- 박정수 : 강명자 역 - 서지은의 어머니
- 김정욱 : 서영진 역 - 서지은의 동생
- 최송현 : 나세나 역 - 서영진의 아내
- 전진서 : 서현수 역 - 서영진과 나세나의 아들

### 태주네 회사 사람들
- 손성윤 : 강래연 역
- 장서원 : 이 대리 역
- 이채은 : 미스 정 역

### 아이들을 사랑하는 모임
- 전수경 : 권도희 역
- 최종환 : 김 이사 역
- 전준혁 : 김한세 역
- 정수영 : 진효정 역
- 박하영 : 봉민주 역

### 그 외 주변 인물
- 현쥬니 : 레이첼 역
- 박아인 : 수지 역
- 유지연

### 특별 출연
- 김형범 : 누드 사진 작가 역
- 조덕현 : 흥신소 직원 역
- 박서준 : 청년 한그루 역

## 시청률
최저 시청률과 최고 시청률은 시청률 조사회사와 지역별로 시청률에 차이가 있을 수 있습니다.
| 2014년      | 2014년      | 2014년         | 2014년       | 2014년         | 2014년       |
| 회차        | 방송일      | TNmS 시청률    | TNmS 시청률  | AGB 시청률     | AGB 시청률   |
| 회차        | 방송일      | 대한민국(전국) | 서울(수도권) | 대한민국(전국) | 서울(수도권) |
| ----------- | ----------- | -------------- | ------------ | -------------- | ------------ |
| 제1회       | 8월 2일     | 10.0%          | 12.8%        | 9.6%           | 10.7%        |
| 제2회       | 8월 3일     | 9.1%           | 11.6%        | 9.9%           | 11.3%        |
| 제3회       | 8월 9일     | 11.1%          | 13.3%        | 10.3%          | 11.6%        |
| 제4회       | 8월 10일    | 10.1%          | 12.1%        | 11.1%          | 12.9%        |
| 제5회       | 8월 16일    | 12.6%          | 15.8%        | 11.8%          | 13.2%        |
| 제6회       | 8월 17일    | 11.7%          | 15.1%        | 12.5%          | 14.3%        |
| 제7회       | 8월 23일    | 13.1%          | 16.7%        | 13.0%          | 14.5%        |
| 제8회       | 8월 24일    | 11.1%          | 13.3%        | 13.8%          | 15.5%        |
| 제9회       | 8월 30일    | 13.7%          | 16.9%        | 15.1%          | 17.4%        |
| 제10회      | 8월 31일    | 12.4%          | 15.5%        | 15.4%          | 17.3%        |
| 제11회      | 9월 6일     | 14.3%          | 16.7%        | 14.6%          | 15.9%        |
| 제12회      | 9월 7일     | 13.4%          | 16.0%        | 13.5%          | 14.2%        |
| 제13회      | 9월 13일    | 15.3%          | 19.5%        | 15.9%          | 18.1%        |
| 제14회      | 9월 14일    | 14.3%          | 17.4%        | 16.4%          | 18.9%        |
| 제15회      | 9월 20일    | 16.3%          | 18.6%        | 18.0%          | 20.6%        |
| 제16회      | 9월 21일    | 15.6%          | 19.3%        | 17.6%          | 20.3%        |
| 제17회      | 9월 27일    | 13.2%          | 17.0%        | 14.9%          | 16.8%        |
| 제18회      | 9월 28일    | 13.7%          | 16.7%        | 16.3%          | 18.4%        |
| 제19회      | 10월 4일    | 14.9%          | 18.8%        | 18.0%          | 21.5%        |
| 제20회      | 10월 5일    | 16.4%          | 20.4%        | 19.5%          | 21.9%        |
| 제21회      | 10월 11일   | 18.1%          | 21.4%        | 19.3%          | 21.2%        |
| 제22회      | 10월 12일   | 18.2%          | 21.0%        | 20.3%          | 21.9%        |
| 제23회      | 10월 18일   | 15.5%          | 19.1%        | 17.4%          | 19.1%        |
| 제24회      | 10월 19일   | 16.1%          | 20.2%        | 17.7%          | 19.8%        |
| 평균 시청률 | 평균 시청률 | 13.8%          | 16.9%        | 15.1%          | 17.0%        |

## 지연 방송
- 2014년 9월 27일 제17회 방송분과 9월 28일 제18회 방송분은 각각 인천 아시안게임 한국 대 중국 준결승전과 한국 대 대만 결승전 야구중계로 인해 30분 지연 방송되었다.[3][4]
- 2014년 10월 4일 제19회 방송분은 인천 아시안게임 폐막식 중계로 인해 1시간 지연 방송되었다.[5]

## 수상 경력
- 2014년 MBC 연기대상 올해의 작가상 - 유윤경
- 2014년 MBC 연기대상 특별기획 부문 여자 최우수연기상 - 송윤아
- 2014년 MBC 연기대상 아역상 - 윤찬영
- 2014년 에이판 스타 어워즈 남자 아역상 - 윤찬영
- 2014년 제27회 한국방송촬영감독연합회 그리메 시상식 드라마 부문 최우수작품상 - 김선일, 황성만
- 2014년 제27회 그리메상 여자 최우수연기자상 - 송윤아
- 2015년 제51회 백상예술대상 TV부분 여자 최우수연기상 - 송윤아

## 참고 사항
- 2014년 12월 열린 제 27회 한국방송작가상 드라마 부문 후보에 한때 거론됐으나 논외로 밀려났다.[6]
- 가제는 '마마-세상 무서울 게 없는'이었으나 길다는 이유로 '마마'로 변경되었다.[7]

## 동시간대 드라마
- 《엔젤 아이즈》 (SBS, 2014년 4월 5일 ~ 2014년 6월 15일)
- 《끝없는 사랑》 (SBS, 2014년 6월 21일 ~ 2014년 10월 26일)

## 주말 드라마
- KBS 주말연속극 《참 좋은 시절》 (2014년 2월 22일 ~ 2014년 8월 10일)
- KBS 주말연속극 《가족끼리 왜 이래》 (2014년 8월 16일 ~ 2015년 2월 18일)
- MBC 주말드라마 《왔다! 장보리》 (2014년 4월 5일 ~ 2014년 10월 12일)
- SBS 주말극장 《기분 좋은 날》 (2014년 4월 26일 ~ 2014년 10월 5일)
- SBS 주말극장 《엄마의 선택》 (2014년 10월 12일)